# Coryphaeschna apeora
Coryphaeschna apeora là loài chuồn chuồn trong họ Aeshnidae. Loài này được Paulson miêu tả khoa học đầu tiên năm 1994.